# Der Husar auf dem Dach (Roman)
Der Husar auf dem Dach ist ein Abenteuerroman von Jean Giono, welcher im Jahr 1951 in Französisch veröffentlicht wurde. Er ist Bestandteil des Husarenzyklus, zu welchem gemäß der Reihenfolge, in der sie verfasst wurden, folgende Romane gehören:
- (orig. Les Récits de la demi brigade)
- Angelo Pardi (orig. Angelo),
- Die Nonna (orig. Mort d'un personnage),
- Der Husar auf dem Dach (orig. Le Hussard sur le toit),
- Das unbändige Glück (orig. Le Bonheur fou).

Der Husar auf dem Dach stellt jedoch den chronologisch ersten Roman der Serie dar und wurde auch zuerst veröffentlicht.
Aus dem Jahr 1995 stammt der gleichnamige auf dem Roman basierende Film Der Husar auf dem Dach mit Juliette Binoche in der weiblichen Hauptrolle.

## Handlung
Giono erzählt die Geschichte von Angelo Pardi, einem jungen Aristokraten und Oberst der Husaren, der den Carbonari angehört. Um 1832 muss er aus seiner Heimat Piemont flüchten, nachdem er in einem Duell einen österreichischen Offizier getötet hat. Er überquert die Alpen und erreicht die Provence, in welcher gerade eine Cholera-Epidemie ausgebrochen ist. Auf der Suche nach Giuseppe, einem Freund und ebenfalls den Carbonari angehörenden Jugendgefährten, kommt er in Manosque an, während dort die Cholera wütet. Als Brunnenvergifter verdächtigt und verfolgt, flüchtet er sich auf die Dächer der Stadt und erkundet von dort aus die verlassenen Häuser auf der Suche nach Nahrung. Zufällig trifft er dabei zum ersten Mal Pauline de Théus, welche ihn ohne Furcht vor Ansteckung empfängt.
Nachdem er die Dächer verlassen hat, wird er von einer Nonne überredet, ihr bei der Reinigung von an der Cholera Verstorbenen zu helfen. Obwohl er die Aufgabe als völlig sinnlos ansieht, erledigt er sie aus Stolz und im Gedenken an einen Arzt, der sich mutig für die Kranken eingesetzt hatte und in Angelos Gegenwart an der Cholera gestorben war.
Um die Epidemie einzudämmen, wird die Stadt evakuiert und die verbliebenen Bewohner müssen in die benachbarten Hügel ziehen. Angelo begegnet dort dem gesuchten Giuseppe, aber Cholera und die Verfolgung durch politische Gegner zwingen sie zur Flucht. In den Bergen der Drôme bei Sainte-Colombe wollen sie sich wieder treffen. Das Land ist jedoch gänzlich von der Armee abgeriegelt. An einer Sperre trifft er Pauline de Théus wieder, welche zu ihrem Ehemann bei Gap zu reisen versucht. Zusammen gelingt es ihnen, die Sperre zu durchbrechen. Während der Weiterreise kommen sich die beiden etwas näher.
Schließlich werden sie jedoch vom Militär erwischt und in Vaumeilh unter Quarantäne gesetzt. Sie entkommen aus der Quarantäne und reisen gemeinsam weiter. Nach einem Hinterhalt und einer Nacht im Freien finden sie ein verlassenes Anwesen mit Weinkeller. Angelo erzählt von seiner Mutter, einer italienischen Herzogin und Romantikerin mit revolutionären Ideen, und Pauline von ihrer Kindheit und ihrem vierzig Jahre älteren Gatten, den sie jedoch aufrichtig liebt.
Am nächsten Tag glauben sie sich dem Ziel ihrer Reise nahe und in Sicherheit vor der Cholera, so dass sie leichtsinnig ihr Essen mit einem belesenen Unbekannten teilen. Wenige Stunden später bricht Pauline zusammen und erbricht sich. Angelo versucht alles, um sie vor der Cholera zu retten, und pflegt sie die ganze Nacht über. Wie durch ein Wunder überlebt sie das Fieber.
Trotz ihrer Liebe zueinander gehen sie am Ende getrennte Wege. Nachdem Angelo Pauline zu ihrem Mann begleitet hat, bricht er auf, um seine Aufgaben als Revolutionär zu erledigen.